# Кожевников, Александр Петрович
Александр Петрович Кожевников (1845 — 3 мая 1909) — крестьянин, депутат Государственной думы III созыва от Ярославской губернии.

## Биография
Крестьянин деревни Фоминская Ивановской волости Рыбинского уезда Ярославской губернии. Начальное образование получил домашнее. В земстве служил в качестве члена управы 25 лет, также 20 лет был гласным Рыбинской городской думы. Губернский гласный и почётный мировой судья. Состоял в партии «Союз 17 октября». Землевладелец (имел 4 десятины надельной и 68 десятин собственной земли). Владелец кожевенного заводом в Рыбинске, домовладелец там же. Был женат.
5 ноября 1907 избран в Государственную думу III созыва от общего состава выборщиков Ярославского губернского избирательного собрания. Вошёл в состав фракции «Союза 17 октября». Состоял в думских  комиссиях по рабочему вопросу, о мерах борьбы с пьянством, по местному самоуправлению.
Скончался 3 мая 1909 года. На его место избран С. П. Бардышев.

### Архивы
- Российский государственный исторический архив. Фонд 1278. Опись 9. Дело 373.